# Suniario I di Pallars
Suniario I di Pallars (Suniario anche in spagnolo, Sunyer in catalano e Suniaire in francese; verso la metà del secolo X – 1011) fu Conte di Pallars dal 953 e Conte consorte di Ribagorza dal 1008 alla sua morte.

## Origine
Suniario, secondo il Fragmentum historicum, Ex cartulario Alaonis era figlio del Conte di Pallars, Lupo I e di Gotruda di Cerdanya, figlia del Conte di Cerdanya di Conflent e di Besalú Miró II, come conferma lo storico catalano, Pròsper de Bofarull i Mascaró.

Secondo il Codice di Roda, Lupo I di Pallars era il figlio quartogenito del Conte di Ribagorza e di Pallars, Raimondo I e di Ginigenta, che ancora secondo il Codice di Roda, era figlia d’Asnar Dató, discendente dai conti di Bigorre; secondo la España sagrada. 46, Lupo era figlio di un conte Borrell (Borrell I di Barcellona).

## Biografia
Suo padre, Lupo I, morì verso il 950, comunque prima del 953, anno in cui il fratello di Lupo I e zio di Suniario, Isarno I (Isarnus gratia Dei comes Paliarensis et marchio), come ci viene confermato dal documento n° 95 della Histoire générale de Languedoc : avec des notes et les pièces justificatives, T. 5, fece testamento in cui dispose lasciti per il fratello vescovo, Atone, per la figlia, Ermengarda, citando la moglie col nome di Sinegunde (Sinegentis comtissæ), senza citare Lupo.

Alla morte di suo zio, Isarno, probabilmente in quello stesso 953, dato che il figlio di Isarno, Guglielmo I, associato al governo della contea, era premorto al padre (non venne citato nel testamento di Isarno) Suniario gli succedettero assieme ai due fratelli Raimondo II e Borrell I, sotto la tutela e reggenza della madre, Gotruda di Cerdanya, in quanto, secondo il Codice di Roda, erano ancora molto giovani.

La madre, Gotruda, tenne la reggenza per circa dieci anni.
Dopodiché i tre fratelli governarono insieme, sebbene Raimondo II, che era il maggiore, esercitasse una sorta di supremazia sui fratelli, come ci viene confermato anche dal documento n° 296 del CATALUNYA CAROLINGIA VOLUME II (non consultato).
Tutti e tre i fratelli furono esecutori testamentari del loro cugino, il conte Borrell II di Barcellona.
Esistono alcuni documenti che confermano le donazioni fatte da Suniario I, assieme al fratello, Raimondo II: i documenti n° 199, 237 e 262 del CATALUNYA CAROLINGIA VOLUME II (non consultati).
Nel 995 morirono entrambi i fratelli, Raimondo II e Borrell I, Suniario I continuò a governare la contea, associando al governo il figlio maggiore di Borrell I, Ermengol, che fu in sottordine allo zio e patrigno.
Secondo il documento n° 91 del Recueil des chartes de l'Abbaye de La Grasse. T. I, datato 1007, Suniario (Suniarius Dei gratia comes hac marchisus), confermò la donazione fatta dagli zii Isarno I e Atone, vescovo di Pallars al monastero femminile a La Guingueta d'Àneu (Monasterio de San Pedro de Burgal) al monastero di Lagrasse.
Dopo il suo secondo matrimonio con la Contessa di Ribagorza Toda (o Tota), Suniario I partecipò al governo e alla difesa della contea della moglie.
Suniario e Toda fecero una donazione al monastero di Santa María de Obarra, a Beranuy.
Non si conosce la data esatta della morte di Suniario, che premorì alla seconda moglie, e morì tra il 1010 e il 1011; dato che Ermengol I, gli era premorto gli succedettero i due figli, Raimondo e Guglielmo che si divisero la contea:
- contea di Pallars Jussà a Raimondo III
- contea di Pallars Sobirà a Guglielmo II.

## Matrimonio e discendenza
Suniario, come ci viene confermato dal documento n° 6 di El Monestir de Santa Maria de Gerri (segles XI-XV) Collecció Diplomática, II (non consultato) aveva sposato la vedova di suo fratello, Borrell I, Ermetrude, che secondo le Europäische Stammtafeln, volume III, parte 1, n° 119 (non consultate) era la figlia del conte di Rouergue, Raimondo II, e di Riccarda, figlia di Odoino.

Borrell da Ermetrude ebbe sei figli:
- Raimondo († dopo il 1049), Conte di Pallars Jussà[18];
- Guglielmo († prima del 1035), Conte di Pallars Sobirà[1];
- Ermengarda.

Dopo essere rimasto vedovo, Suniario, verso il 1008, si sposò, in seconde nozze, con Tota di Ribagorza, come viene precisato dal capitolo n° XXXVI del libro XLVI della España sagrada. 46, De las santas iglesias de Lérida, Roda y Barbastro.
Rimasta vedova Toda (o Tota) abdicò in favore del nipote, Guglielmo, figlio illegittimo di suo fratello, Isarno, che intervenne in Ribagorza, assiema al cugino, il conte indipendente di Castiglia e conte di Burgos, Lantarón, Cerezo e Álava, Sancho Garcés.

Borrell da Toda (o Tota) non ebbe discendenza.

### Fonti primarie
- (LA)  (ES)  #ES Textos-navarros-codice-roda.pd.
- (LA)  Recueil des chartes de l'Abbaye de La Grasse. T. I, 779-1119.
- (LA)  Histoire générale de Languedoc : avec des notes et les pièces justificatives, T. 5.
- (LA)  España sagrada. 46.
- (LA)  Collecció diplomàtica de Sant Pere d´Àger fins 1198 Archiviato il 5 marzo 2016 in Internet Archive..

### Letteratura storiografica
- (ES)  Bofarull i Mascaró, Los condes de Barcelona vindicados, Tome I,.
- (EN) The Development of Southern French and Catalan Society, 718-1050, su libro.uca.edu.